# We Cry Out: The Worship Project
We Cry Out: The Worship Project é o sétimo álbum de estúdio do músico Jeremy Camp. Foi lançado em 24 de agosto de 2010 e atingiu o número 1 da tabela de álbuns de música cristã da Billboard.

## Faixas
| N.º            | Título             | Duração |  |
| 1.             | "Jesus Saves"      | 3:48    |  |
| 2.             | "Not Ashamed"      | 4:15    |  |
| 3.             | "The Way"          | 3:57    |  |
| 4.             | "Mighty to Save"   | 5:23    |  |
| 5.             | "We Cry Out"       | 3:57    |  |
| 6.             | "You Are the Lord" | 4:22    |  |
| 7.             | "Everlasting God"  | 4:06    |  |
| 8.             | "Overcome"         | 8:04    |  |
| 9.             | "You Never Let Go" | 4:30    |  |
| 10.            | "Unrestrained"     | 3:15    |  |
| 11.            | "King Jesus"       | 4:42    |  |
| Duração total: | Duração total:     | 50:04   |  |

A versão deluxe de We Cry Out apresenta três versões acústicas de faixas do álbum, além de uma inédita.
| Deluxe edition |                          |         |  |
| N.º            | Título                   | Duração |  |
| 12.            | "Magnify"                | 4:22    |  |
| 13.            | "We Cry Out" (Acoustic)  | 3:48    |  |
| 14.            | "The Way" (Acoustic)     | 4:05    |  |
| 15.            | "Not Ashamed" (Acoustic) | 4:21    |  |

## Prêmios
O álbum esteve nomeado para duas categorias no prêmio Dove Award: Álbum de Louvor e Adoração do Ano e Pacote de Músicas Gravadas do Ano (para uma edição deluxe).